# ウィリンドンカップ
ウィリンドンカップ (Willingdon Cup) はカナダの各州代表チームによって争われるアマチュアゴルフ対抗戦で、毎年開催される。 

## 歴史
1927年、カナダの各州を代表する男子アマチュアチームによって争われる対抗戦に、当時のカナダ総督だったウィリンドン卿が優勝カップを主催者であるゴルフカナダ（当時はロイヤルカナディアンゴルフ協会）に寄付した。その後第二次世界大戦による中断（1940年から1945年）を挟んで毎年（大抵は8月に）開催されている。各州は最良の男子アマチュア選手を4名選抜し、カナディアンアマチュア選手権の予選競技の2ラウンドの中で同時に行われる。1974年までは各チームの出場選手4人全員のスコアを合計していたが、それ以降は上位3人のスコアが合計されてチームトータルとされるようになった。 
オンタリオ州の勝利が一番多く、次いでブリティッシュコロンビア州が続く。ニック・ウェスロック（オンタリオ州）とキース・アレクサンダー（アルバータ州）の2名がいずれも26回の最多出場記録を持っている。カナダのアマチュアゴルフのレベル向上は、このウィリンドンカップによるところが大きい。 